# Nemyriv (huyện)
Huyện Nemyriv (tiếng Ukraina: Немирівський район, chuyển tự: Nemyrivs'kyi raion) là một huyện của tỉnh Vinnytsia thuộc Ukraina. Huyện Nemyriv có diện tích 1292 km², dân số theo điều tra dân số ngày 5 tháng 12 năm 2001 là 59469 người với mật độ 46 người/km2. Trung tâm huyện nằm ở Nemyriv.